# Masten Gregory
Masten Gregory, född 29 februari 1932 i Kansas City i Missouri, död 8 november 1985 i Monte Argentario i Italien, var en amerikansk racerförare.

## Racingkarriär
Gregory, även känd som "Kansas City Flash", tävlade i formel 1 i slutet av 1950-talet och i början av 1960-talet. Han körde ett fyrtiotal lopp och kom som bäst tvåa i Portugal 1959. Han körde också fyrtio lopp utanför mästerskapet och vann då Kanonloppet i Karlskoga stad 1962.
Gregory tävlade även i sportvagnsracing. Hans största framgång kom i Le Mans 24-timmars där han vann tillsammans med Jochen Rindt i en Ferrari 250 LM 1965.

## F1-karriär
| Säsong | Stall/Tillverkare                                                                | Poäng | Placering |
| ------ | -------------------------------------------------------------------------------- | ----- | --------- |
| 1957   | Scuderia Centro Sud (Maserati)                                                   | 10    | 6         |
| 1958   | Gould's Garage (Maserati) Scuderia Centro Sud (Maserati) Temple Buell (Maserati) | 0     | –         |
| 1959   | Cooper-Climax                                                                    | 10    | 9         |
| 1960   | Camoradi (Behra-Porsche-Porsche) Scuderia Centro Sud (Cooper-Maserati)           | 0     | –         |
| 1961   | Camoradi (Cooper-Climax) BRP (Lotus-Climax)                                      | 0     | –         |
| 1962   | BRP (Lotus-Climax & Lotus-BRM)                                                   | 1     | 19        |
| 1963   | Tim Parnell (Lotus-BRM) Reg Parnell (Lotus-BRM & Lola-Climax)                    | 0     | –         |
| 1965   | Scuderia Centro Sud (BRM)                                                        | 0     | –         |

| 1. Portugal 1959 | 1. Monaco 1957 2. Nederländerna 1959 |